# Gaillard
Gaillard település Franciaországban, Haute-Savoie megyében. Lakosainak száma 11 054 fő (2022. január 1.). Gaillard Ambilly, Annemasse, Étrembières, Thônex és Veyrier községekkel határos.

## Népesség
A település népességének változása:
| Lakosok száma | 11 723 | 11 572 | 11 282 | 10 619 | 10 419 | 10 071 | 10 350 | 10 175 | 11 054 |
|               | 2013   | 2015   | 2016   | 2017   | 2018   | 2019   | 2020   | 2021   | 2022   |